# Frankfurt Galaxy (ELF)
I Frankfurt Galaxy sono una squadra di football americano, di Francoforte sul Meno, in Germania, fondata nel 2020.

## Storia
Nel 2020, con l'avvio della European League of Football (ELF), sono riprese le trattative per l'utilizzo del nome. Il 9 marzo 2021 è stato annunciato che la ELF e la NFL hanno trovato un accordo sull'utilizzo da parte della lega europea dei nomi Sea Devils e Galaxy rispettivamente per le squadre di Amburgo e Francoforte sul Meno.
Dal 2021 partecipa alla ELF, torneo professionistico di respiro continentale.

## Dettaglio stagioni

### Tornei internazionali

#### ELF
| Stagione | regular season | regular season | regular season | regular season | regular season | regular season | playoff | playoff | playoff | playoff | playoff | playoff   | playoff            |
|          | Vin            | Par            | Per            | Tot            | PF             | PS             | Vin     | Per     | Tot     | PF      | PS      | risultato | avversaria         |
| -------- | -------------- | -------------- | -------------- | -------------- | -------------- | -------------- | ------- | ------- | ------- | ------- | ------- | --------- | ------------------ |
| 2021     | 9              | 0              | 1              | 10             | 357            | 132            | 2       | 0       | 2       | 68      | 36      | Campioni  | Hamburg Sea Devils |
| Totale   | 9              | 0              | 1              | 10             | 357            | 132            | 2       | 0       | 2       | 68      | 36      |           |                    |

Fonti: Enciclopedia del Football - A cura di Roberto Mezzetti

### Riepilogo fasi finali disputate
| Anno              | Luogo      | Evento | Fase del torneo       | Incontro                              | Risultato |
| 26 settembre 2021 | Düsseldorf | ELF    | ELF Championship Game | Hamburg Sea Devils - Frankfurt Galaxy | 30 - 32   |

## Palmarès
- Campione ELF: 2021
- Campione di Division Sud: 2021